# リュクデ
リュクデ（ドイツ語: Lügde、ドイツ語発音: [ˈlʏkdə] ( 音声ファイル)、地元では[ˈlʏçtʰə]と発音する。また、低地ドイツ語では Lüde）は、ドイツ連邦共和国ノルトライン＝ヴェストファーレン州のリッペ郡に属す市である。本市はトイトブルクの森/エッゲ山地自然公園内に位置する。2012年7月24日以降、リュクデは公式に「オスターラートの街」という称号を掲げている。

## 地理

### 位置
リュクデはヴェーザー山地東部に位置し、谷をエンマー川が流れている。この川は、バート・ドリーブルク市のランゲラント地区に湧出し、エンマータールでヴェーザー川に合流する。さらに西にはエッゲ山地、北西にトイトブルクの森があり、東にはヴェーザー川が流れる。ヴェーザー山地で最も高い山の一つである 496 m のケーターベルクは本市の市域内に含まれる。市内で最も低い場所は 98 m である。

### 地質学
市内のリッパー・ベルクラントは主に中生代の泥灰岩、石灰岩、砂岩で形成されている。これらの堆積岩は、1から1.5 km の厚さがある。これらは地質学的年代の推移に伴って隆起し、造山活動によって鞍部や窪地が形成された。南部の市区には地塁や地溝も現れた。こうした地層の下に古生代、特にデボン紀、石炭紀、ペルム紀の岩盤がある。氷期のもろい岩（礫、砂、黄土）は、堅い岩盤を地下水として流れるエンマー川やその支流の流域部分に見られる。
裂け目の多いムシェルカルクやコイパーの石灰岩や泥灰岩は、地下水の好適な流路となっている。ただし。深い地層の岩塩や石膏が溶け出すことにより、地下水は所によって塩分やミネラル分を含んでいる。
市内では、割栗石や砕石に加工するための石や土が採取されている。
ムシェルカルクやコイパーの岩の上に、褐色土やスタグノゾルの表土が広がっている。その一部は林業に、一部は耕作地として利用されている。市域北部の山頂にあたる狭い部分には、泥土質で石を多く含んだレンジナへの移行箇所も見られる。広く張り出した谷の窪みや斜面の下部の岩盤は氷期の黄土で覆われている。その結果、シルト質のロームから肥沃なパラブラウンエルデ（亜褐色土）が形成された。

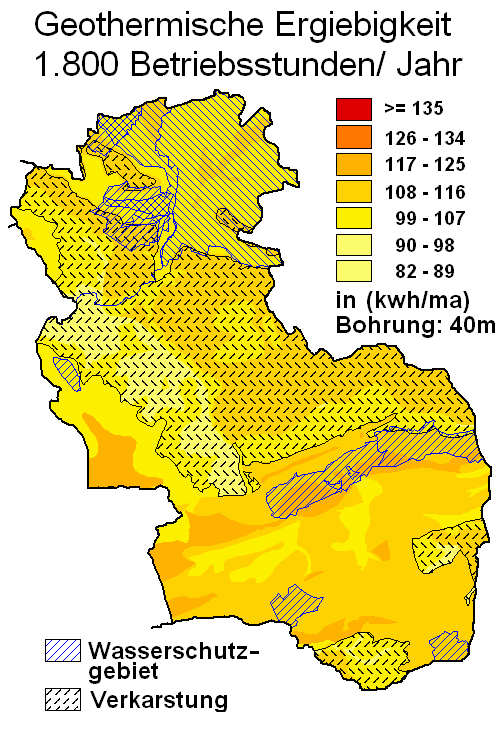
リュクデの地熱分布図

市域の南部は、主にシルトを多く含んだスタグノゾルが存在している。小川が形成した低地は牧草地として利用されている。高地やスタグノゾルに覆われた場所は林業に利用されている。さらに肥沃な黄土・ローム質の場所では、集約的な農耕が盛んである。
リュクデは、地熱ゾンデによる地熱源やヒートポンプによる地熱採取については、一貫して「良好」から「極めて良好」な状態にある（右図参照）。

### 市域の広がりと土地利用
「グローセ・ラントゲマインデ」（直訳すると「大きな地方自治体」）に分類される本市の面積は 88.62 km2 である。市域の東西の最大幅は約 11 km、南北の最大幅は約 14 km である。
| 土地用途別面積 （2013年12月31日現在） | 農業用地 | 森林   | 宅地、空き地 産業用地 | 交通用地 | 水域  | スポーツ用地 緑地 | その他 |
| ------------------------------------- | -------- | ------ | --------------------- | -------- | ----- | ----------------- | ------ |
| 面積 (km2)                            | 43.98    | 34.02  | 4.39                  | 4.31     | 0.62  | 1.15              | 0.18   |
| 占有率                                | 49.6 %   | 38.4 % | 5.0 %                 | 4.9 %    | 0.7 % | 1.3 %             | 0.2 %  |

### 隣接する市町村
リュクデは、北から時計回りに以下の市町村と境を接している: バート・ピルモント（ハーメルン＝ピルモント郡）、ファールブルーフおよびポレ（ホルツミンデン郡ザムトゲマインデ・ボーデンヴェルダー＝ポレ）（ここまではいずれもニーダーザクセン州）、ヘクスターおよびマリーエンミュンスター（ヘクスター郡）、シーダー＝シュヴァーレンベルクおよびブロムベルク（リッペ郡）（以上は、ノルトライン＝ヴェストファーレン州）

### 市の構成
基本条例 § 3 Abs. 1 によれば、リュクデ市は以下の表に示す10地区からなる。これらは1970年以前はデトモルト郡またはヘクスター郡アムト・リュクデに属する独立した町村であった。地区の境界は、かつての市町村境である。
| 地区               | 地区         | 紋章 | 人口（人） 1 | リュクデ市の地区図 |
| ------------------ | ------------ | ---- | ------------ | ------------------ |
| エルプリンクセン   | Elbrinxen    |      | 1,130        | リュクデ市の地区図 |
| ファルケンハーゲン | Falkenhagen  |      | 342          | リュクデ市の地区図 |
| ハルツベルク       | Harzberg     |      | 69           | リュクデ市の地区図 |
| フンマーゼン       | Hummersen    |      | 413          | リュクデ市の地区図 |
| ケーターベルク     | Köterberg    |      | 78           | リュクデ市の地区図 |
| リュクデ           | Lügde        |      | 5,396        | リュクデ市の地区図 |
| ニーゼ             | Niese        |      | 415          | リュクデ市の地区図 |
| リシェナウ         | Rischenau    |      | 1,071        | リュクデ市の地区図 |
| ザベンハウゼン     | Sabbenhausen |      | 883          | リュクデ市の地区図 |
| ヴェルダーフェルト | Wörderfeld   |      | 349          | リュクデ市の地区図 |

1. 人口は、リュクデ市の人口調査に基づく2013年12月31日現在の数値である。

### 気候
リュクデは、中央ヨーロッパの穏和な気候帯に属しており、亜大西洋性海洋気候地域に位置している。冬は大西洋の影響でおおむね穏やかであり、夏はかなり暑い。年間の平均気温は約 8 – 9℃である。
亜大西洋性海洋気候に位置することから年間を通して湿潤な気候であり、降水はほぼ均一にある。リュクデの気候データはなく、約 10 km 離れているが地理環境が類似したシーダーでの値を、用いることができる。シーダーの測候所における年間降水量の長期平均値は 867.7 mm である。
| シーダー (海抜 155 m)の気候 | シーダー (海抜 155 m)の気候 | シーダー (海抜 155 m)の気候 | シーダー (海抜 155 m)の気候 | シーダー (海抜 155 m)の気候 | シーダー (海抜 155 m)の気候 | シーダー (海抜 155 m)の気候 | シーダー (海抜 155 m)の気候 | シーダー (海抜 155 m)の気候 | シーダー (海抜 155 m)の気候 | シーダー (海抜 155 m)の気候 | シーダー (海抜 155 m)の気候 | シーダー (海抜 155 m)の気候 | シーダー (海抜 155 m)の気候 |
| 月                          | 1月                         | 2月                         | 3月                         | 4月                         | 5月                         | 6月                         | 7月                         | 8月                         | 9月                         | 10月                        | 11月                        | 12月                        | 年                          |
| --------------------------- | --------------------------- | --------------------------- | --------------------------- | --------------------------- | --------------------------- | --------------------------- | --------------------------- | --------------------------- | --------------------------- | --------------------------- | --------------------------- | --------------------------- | --------------------------- |
| 日平均気温 °C （°F）        | 0.4 (32.7)                  | 0.9 (33.6)                  | 3.9 (39)                    | 7.6 (45.7)                  | 12.3 (54.1)                 | 15.4 (59.7)                 | 16.8 (62.2)                 | 16.5 (61.7)                 | 13.3 (55.9)                 | 9.5 (49.1)                  | 4.6 (40.3)                  | 1.6 (34.9)                  | 8.6 (47.5)                  |
| 降水量 mm （inch）          | 76.2 (3)                    | 55.6 (2.189)                | 68.0 (2.677)                | 63.5 (2.5)                  | 77.1 (3.035)                | 87.3 (3.437)                | 83.9 (3.303)                | 74.6 (2.937)                | 63.9 (2.516)                | 54.2 (2.134)                | 77.1 (3.035)                | 86.3 (3.398)                | 867.6 (34.157)              |
| 平均月間日照時間            | 27.7                        | 53.7                        | 97.1                        | 139.6                       | 189.7                       | 184.5                       | 179.4                       | 183.1                       | 124.6                       | 90.3                        | 33.2                        | 20.8                        | 1,323.7                     |
| 出典：ドイツ気象庁          |                             |                             |                             |                             |                             |                             |                             |                             |                             |                             |                             |                             |                             |

## 歴史

### 中世と都市の設立
リュクデは、フランク王国年代記 の784年の記事に初めて記録されている。カール大帝は、当時のザクセン公領で最初のクリスマス祭を開催した。その場所は、現在はヘルリングスブルクという名で知られている Skidrioburg に近いVilla Liuhidi であったという記述である。この集落はおそらく紀元後1世紀頃に成立し、現在の中核市区の北側、現在のリュクデとバート・ピルモント＝ホルツハウゼンとの間にあたるオレンリューダーフェルトにあった。その後カール大帝の宿営地に教会が建設され、同じ場所に12世紀に現在のキリアン教会が建設された。
元々 Liuhidi またはLiuhith とも呼ばれていた地名の由来には様々な説がある。有力な説の一つが、多くの庶民が住み着いた場所を指したというものである。Liu は、低地ドイツ語では Lüe であり、Leute（庶民）を意味する。これはいわゆるポエタ・ザクソ（「ザクセンの詩人」、本名が知られておらずこう呼ばれている）の作品に Liudi という人物が登場することもこの説を支持している。別の有力な説では、784年の Liuhidi という最初の文献表記は、古高ドイツ語の luhhen = waschen（洗う）に由来すると考えている（cf. ラテン語: luere = 「洗う」）。すなわち、Liuhidi は「洗濯場または水浴地の集落」と解釈される。集落に古い時代に使われていた鉱泉があったことが、この説の信憑性を高めている。カール大帝が、たとえばアーヘン、パーダーボルン、ヴィースバーデンといった鉱泉がある場所を滞在地として好んだのは周知のことである。
2つの分農場を持つ荘園「Lugete」に関する文献記録は、1036年5月25日のブスドルフ文書に遺されている。これはパーダーボルン司教マインヴェルクが新しく設立されたパーダーボルンのブスドルフ修道院にこの荘園からの十分の一税徴税権を寄贈したというものである。

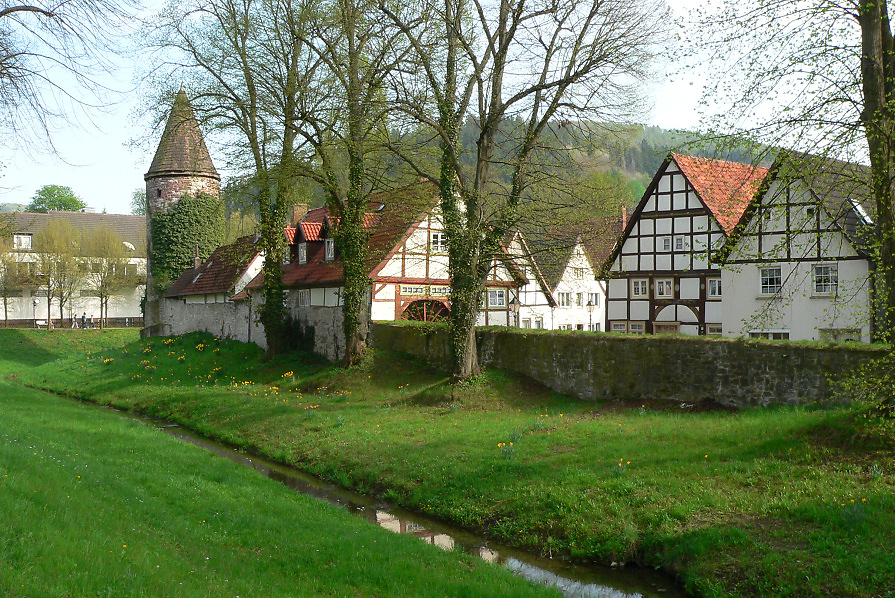
リュクデの市壁

1195年に設立されたピルモント伯ゴットシャルク1世の貨幣鋳造所を背景に、リュクデは早くもこの頃に都市権を得た。都市の設立を証明する根拠史料は何一つ現存していないが、遅くとも1246年までには都市権の授与がなされていた。この頃に、現在も遺る都市のグランドデザインがなされ、市壁、壕、防衛等といった多くの部分が保存されている都市防衛施設が建設された。さらにリュクデには市場や印章の使用を認められた市議会が設けられた。
リュクデはピルモント伯の計画的な都市計画によって建設された。この街は中心となる本通りと、それと並行して延びる2本の脇通りの3本の道路によって構成される典型的なドライシュトラーセンシステム（3本の道路システム）である。これらは街の南で本通りから鋭角に分岐し、並行に街中を通り、北側で横向きの通りに接続した。
中世後期、リュクデはピルモント伯領の首都であり、同伯の居住地であった。市壁内の城の場所は、現在では不明である。リュクデは、何度も他国の領土的関心に弄ばれた。1255年にヴァルデック＝ピルモント伯は、リュクデの半分をケルン大司教に割譲しなければならなかった。市の紋章にもこのことが示されている。

### ヒリガー・ボルン、三十年戦争、パーダーボルンの飛び地
16世紀半ばにヒリガー・ボルンの物語が広まった。この水が身体の障害を治療するというのである。ドイツのみならず、ヨーロッパ全土から人々が群れをなしてリュクデ周辺に、やがては関係のないピルモントにまで押し寄せた。リュクデとその周辺の村では、この群衆を受け容れることができず、数千人が森や空き地で寝泊まりした。
1583年にリュクデの住民は宗教改革を受け容れた。三十年戦争中は入れ替わる支配者に信仰を強要されたが、再びルター派の信仰に戻り、1624年には激しい対立の末カトリックの信仰に戻った。戦争が終わった時、都市の 1/3 が破壊され、住民たちは完全に貧困状態にあえいでいた。

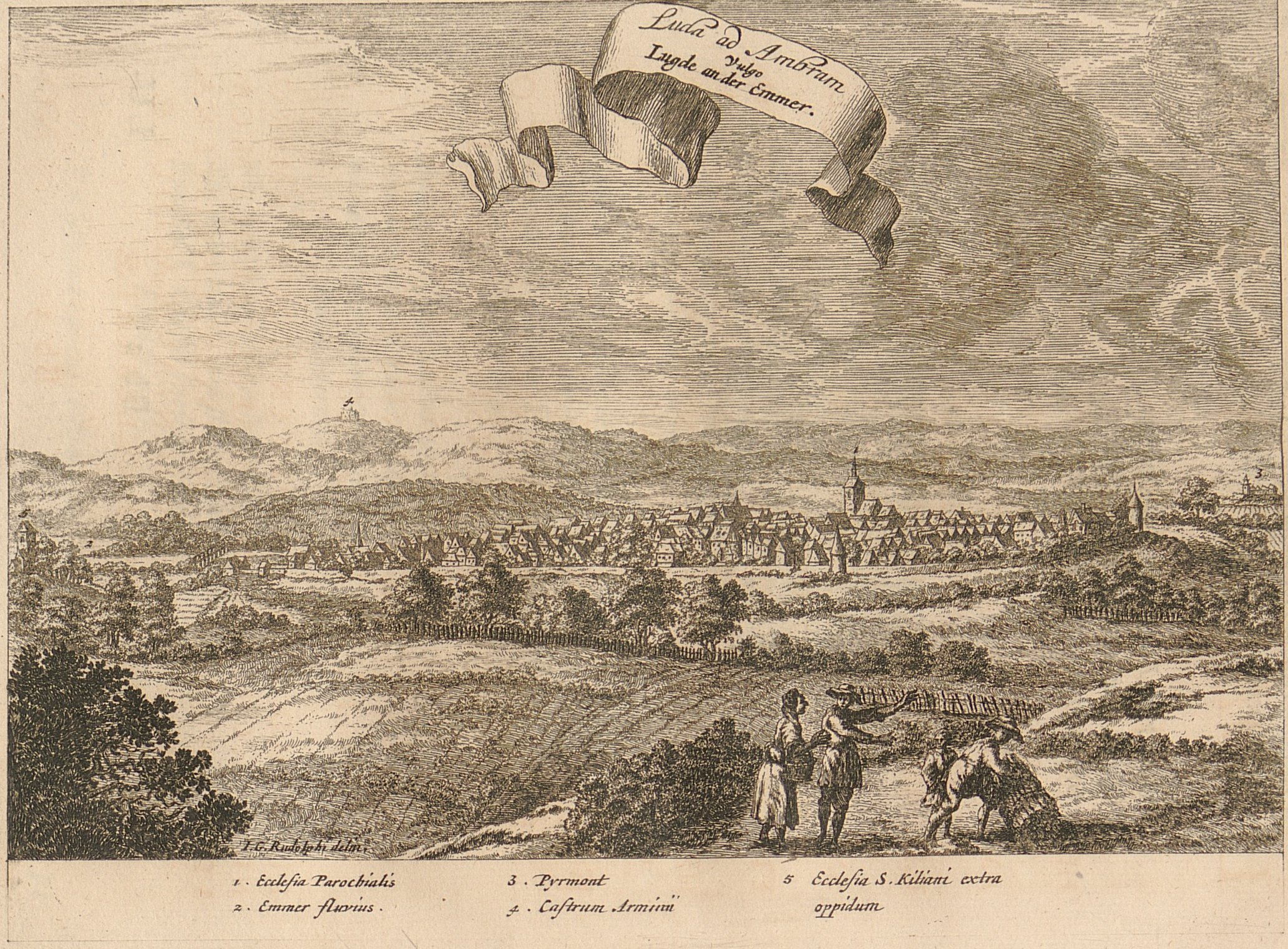
1672年頃のリュクデ

1668年3月14日、司教領主フェルディナント・フォン・フュルステンベルクとヴァルデック伯は、174年以上紛争が続いた土地の所有をピルモント伯領とすることで合意した。伯はピルモントの泉とそれに隣接する村とを建設した。ヴァルデック家で最も有名な領主がゲオルク・フリードリヒ・ツー・ヴァルデック（1620年 - 1692年）である。彼は湧水をふさぎ、後に有名になるリンデンアレー（セイヨウボダイジュの並木道）を整備し、バート・ピルモントを建設した。この後もパーダーボルン司教領主はリュクデの領有を続けた。住民に福音主義信仰は浸透せず、信仰に関してカトリック勢力の飛び地となった。七年戦争（1756年 – 1763年）でリュクデは、軍勢の宿営や進軍により甚大な被害を受け、周縁部は経済的廃墟と化した

### 火災と洪水
リュクデは時代とともに何度も火災や洪水の被害に悩まされてきた。15世紀から18世紀までに限っても、建て込んだ旧市街は19回都市火災に遭い、このうち2回は完全に灰となった。1797年の大火は、街をほぼ完全に破壊した。火災は市の南西部、現在の郷土博物館付近から始まり、数時間のうちに、当時315棟あった家屋のうち243棟が焼失した。200棟以上が同じ様式で3年以内に再建された。住民たちには、革袋に消火用水を用意しておくことが義務づけられていた。消火用水はエンマー川から引かれており、約120の泉があった。
2000年代に洪水被害防止施設が建設されるまで、リュクデの市民は、エンマー川が溢れ、洪水となる危険に絶えずさらされていた。中核都市では1946年、周辺の住宅地区では1998年に洪水に見舞われた。
1802年、この街はプロイセン軍に占領され、その後プロイセン王国に属すこととなり、ヘクスター郡に編入された。1803年から1813年のフランスによる占領の時代には、リュクデはジェローム王が統治するヴェストファーレン王国に属した。ナポレオン支配が終焉すると、本市は再びプロイセンに返還された。

### 工業化の時代と帝国
リュクデの住民の多くは、いわゆる都市農民であり、18世紀末まで主に農業で暮らしていた。それ以外の者は、商業や手工業で生計を立てていた。19世紀中頃に工業的なタバコ製造業が興り、タバコ製造の中心都市となったことで経済状態はやっと改善された。それでも、多くの人々、特に16世紀からリュクデに住んでいたユダヤ人商人や手工業者、農家の息子などはツンフトに加盟しておらず、アメリカや南アフリカへ移住していった。
鉄道ハノーファー – アルテンベーケン線が 1875年に開通した。この路線はキリアン教会のすぐそばを通った。当初はバート・ピルモントとリュクデ共同の駅であったが、1892年にリュクデに固有の駅が設けられた。
第一次世界大戦（1914年 – 1918年）では、82人のリュクデ市民が亡くなり、14人が行方不明となった。

### ヴァイマル共和制と国家社会主義
第一次世界大戦後、人口が増え続け、かつての市境を超えて都市が広がり、いわゆるノイシュタット（新市街）が建設された。それに加えてリュクデは、隣接するバート・ピルモント市の急速な発展によって経済的利益を得た。
キリスト教的世界観を背景に、多くのリュクデ市民は国家社会主義に困惑した。1933年、国家社会主義者はオスターレーダーラウフ（復活祭にこの街で行われる年中行事）に目をつけた。彼らはこれを自らの目的に悪用し、原始キリスト教化を図ろうとした。これに対して、1935年にオスターレーダーのコース沿いに抵抗の徴として高さ10 m の白い木製の十字架が勇気ある住民によって建てられた。
第二次世界大戦中、鉄道路線沿いに何度も空爆が行われ、キリアン教会や民家に甚大な被害が生じた。1943年にリュクデは、エッセンから疎開してきた 253人の女性と子供を受け容れ、そのための仮設住宅を建設した。この戦争で114人のリュクデ市民が亡くなり、12人が行方不明となった。
1945年4月4日の夕方18時頃、リュクデにあわただしく軍事法廷が招集された。多くのドイツ軍司令官が参加し、オットー・ゲルビヒ少将が裁判長で、同時に告発者であった。当時のレムゴー市長ヴィルヘルム・グレーファーに対する告発は国家反逆罪で、短い審理の後グレーファーに死刑が申し渡された。この判決は、翌朝ボーデンヴェルダーで執行された。
1945年4月5日、アメリカ軍戦車がエッシェンブルーフ（現在はブロムベルク市内）からリュクデへ向かう谷に侵入した。村の入り口に着くと、キリアン教会脇や墓地に陣取った親衛隊による射撃を受けた。アメリカ軍は砲撃による支援を要請し、これにより4棟の家屋と3棟の納屋が炎上した。射撃が続く中、数人のリュクデ市民が聖マリエン市教会の塔に登り、白旗を掲げた。15時頃戦車は抵抗なく市内に入り、夕方までにはアメリカ軍によって街は完全に制圧された。

### 戦後、現在の状況
1946年2月8日にこの街はエンマー川の洪水に見舞われた。所によっては道路から1.8 m もの高さまで冠水した。全域合わせて300棟の家屋が1階は住居不能の状態になった。同じ年に、旧ドイツ東部領土から 336人の難民や放逐された人々がリュクデにやって来た。1951年にリュクデ市は隣接するハルツベルク村とともに行政共同体アムト・リュクデを形成した。アムト・リュクデは、自治体再編に伴って住民の意思により1969年12月31日にヘクスター郡から分離され当時のデトモルト郡に編入された。同時に他の9つの村を合併し、新たなリュクデ市が成立した。第二次世界大戦後、数多くの中小企業、特に電子技術企業がこの街に拠点を構えた。リュクデの重要な雇用主で、ヨーロッパで主要な地位を占めているのがエナメル銅線メーカーである。タバコ工場は1992年に操業を停止した。いくつもの会社が廃業し、リュクデは職場を失った。以前は重要だった木工・家具製造業、食品加工業者のいくつか、多くの建築業者が姿を消した。
旧市街にとって最大の問題はその中を一日 13,000台の乗物が通過し、人や物が危険にさらされていることであった。特にミットレーレ通り沿いの家屋の所有者の多くがその家屋を放棄し、20棟以上が空き家となった。多くの店舗が空になり、人口減少が顕著な状態となった。2005年末に 6,133人だった旧市街の人口は、2008年には 5,884人にまで減少した。何年にもわたる計画や議論の末、1980年代末に市議会と市の行政当局は、こうした危険な開発を停止するためのバイパス道路の建設を決定した。この建設計画の肝は旧市街の景観を守るためのエンマーアウエントンネルである。このバイパス道路の完成は2009年末に計画されていたが、最終的には2010年10月に開通した。
「リュクデの歴史的中核市部再活性化のための統合開発コンセプト」に従って、バイパス道路とともにレジャー施設をもつエンマーアウエが設けられた。旧市街には街を通る道路が新たに建設され、商店は活性化され、古い建築物は近代化された。

### 市町村合併
ヘクスター郡とデトモルト郡の市町村合併に伴い、1970年1月1日にリュクデ市はヘクスター郡アムト・リュクデのハルツベルクおよびデトモルト郡の8町村すなわちエルプリンクセン、ファルケンハーゲン、フンメルゼン、ケーターベルク、ニーゼ、リシェナウ、ザベンハウゼン、ヴェルダーフェルトとともに合併し、新たなリュクデ市が形成され、デトモルト郡に編入された。後にデトモルト郡とレムゴー郡は合併し、新たにリッペ郡が成立した。
州境変更に関するニーダーザクセン州とノルトライン＝ヴェストファーレン州との間の協定のための法律が1971年10月1日に発効したことにより、ニーダーザクセン州バールゼン（現在はバート・ピルモント市の市区）の一部がリュクデに合併し、ザベンハウゼン地区に編入された。
一方、1922年4月1日にリュクデの一部約 20 ha が隣接するバート・ピルモント市に移譲された。

## 住民

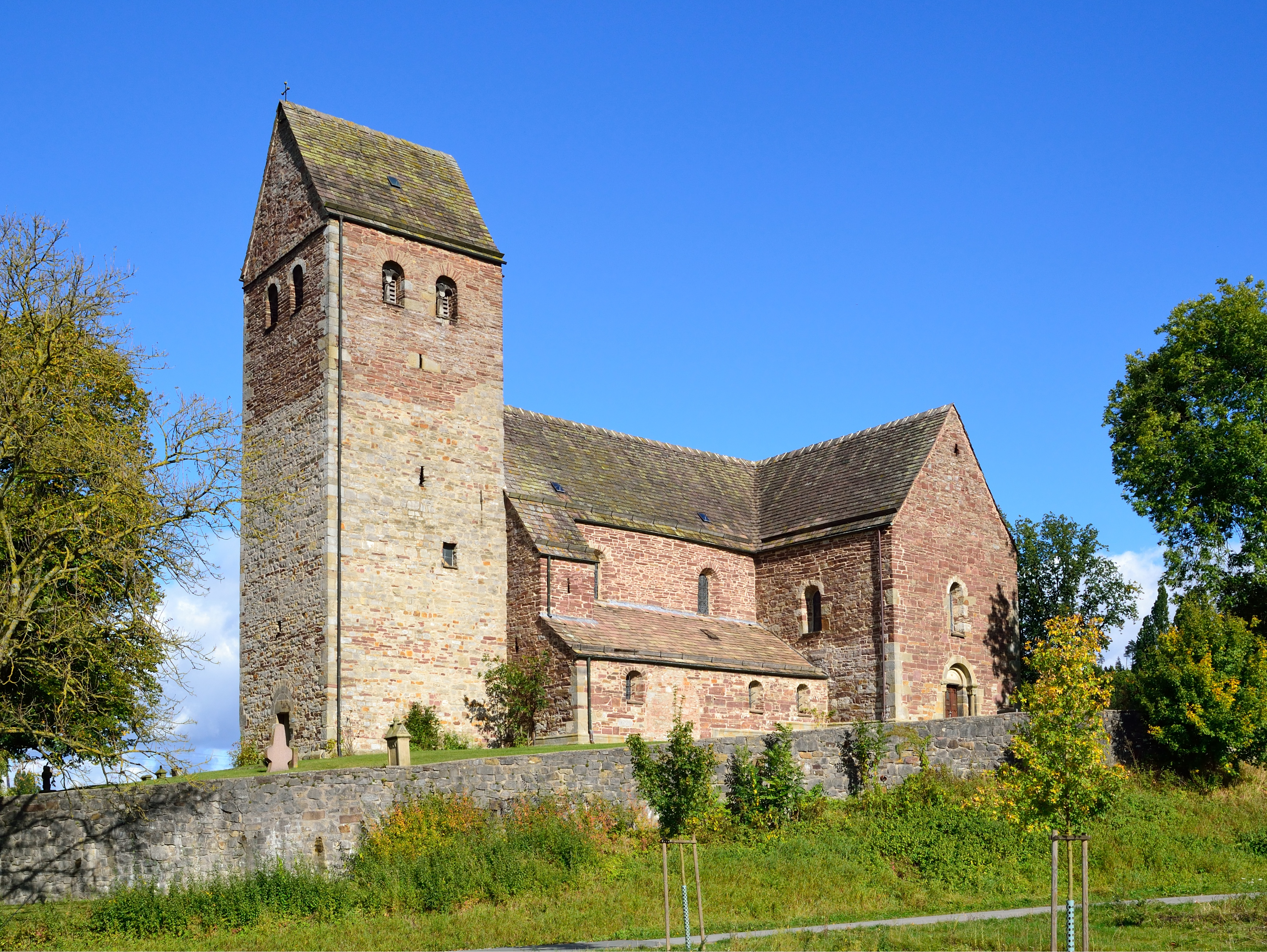
聖キリアン教会

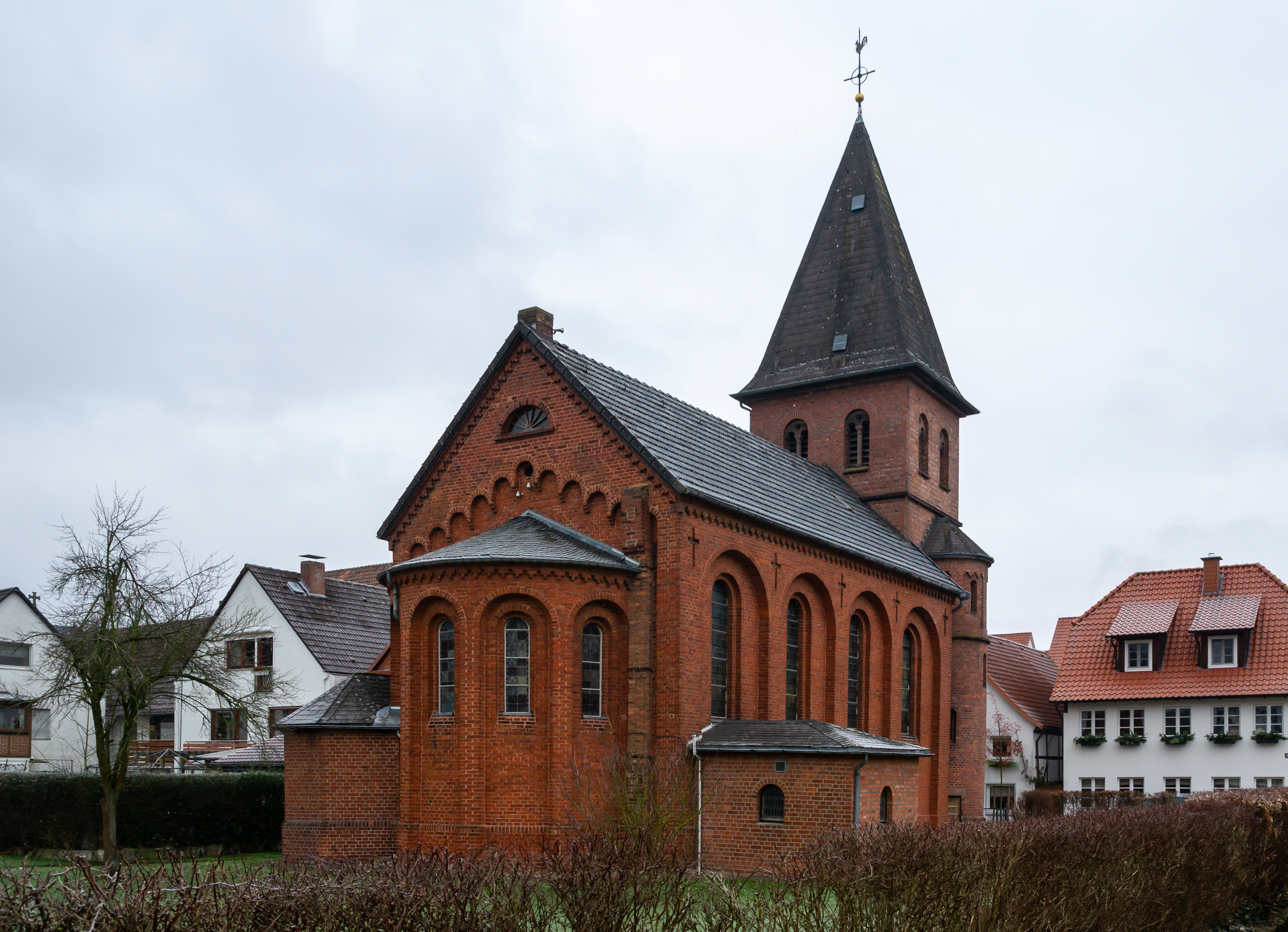
聖ヨハニス教会(ルター派)

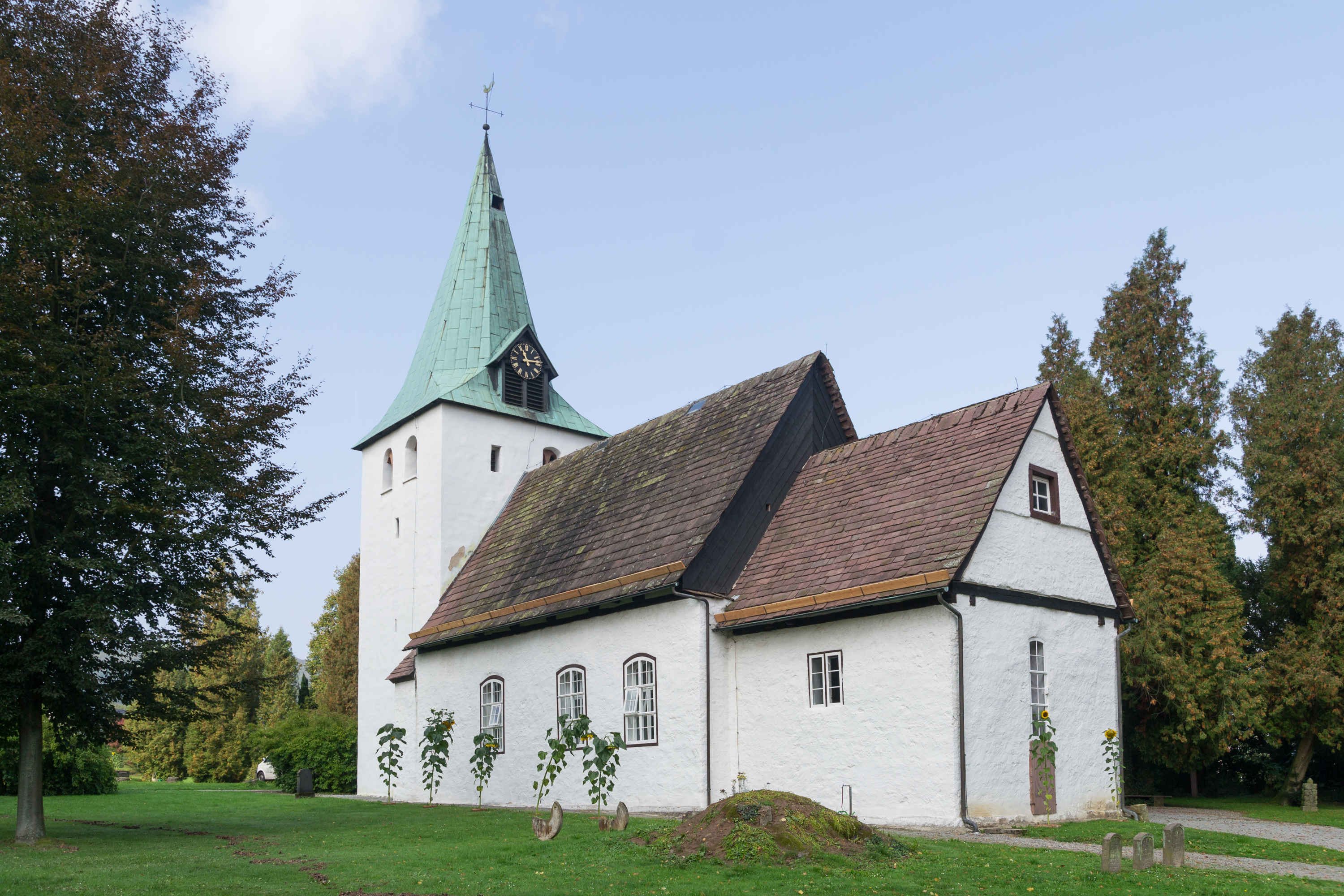
エルプリンクセン改革派教会

### 宗教
リュクデで最初の教会は、780年から784年に市壁の外に建設されたキリアン教会である。この教会はアイルランドの司教であった聖キリアンに献げられた。その後リッペでは、1538年にカペルでの領邦会議の決議により宗教改革が行われ、リュクデでは1583年に新たな教義が受け容れられた。しかし、パーダーボルンの補佐司教ヨハネス・ペルキングは対抗宗教改革の過程でリュクデとヘクスターの敬虔なキリスト教徒をローマ・カトリック教会に転向させることに成功した。ピルモント伯領がヴァルデック伯領と統合された1668年以後も、パーダーボルン司教はリュクデ市を領有し続け、住民のカトリック信仰は維持された。
1624年以降では初めて1853年に福音主義教会の礼拝がリュクデで行われ、1864年に福音主義ルター派の小さな教会聖ヨハニス教会が建設され、1902年にはこの教会に塔が増築された。この聖ヨハニス教会はリュクデ福音主義ルター派教会共同体に属している。なお、このルター派教会共同体はヴェストファーレン福音主義教会(パーダーボルン教会地区)に属しており、パーダーボルンの飛び地としてのリュクデの歴史を反映する形になっている。
第二次世界大戦後、難民や旧ドイツ東部領土から放逐された人々が流入したことで、福音主義信仰を持つキリスト者が増加した。1970年1月1日に周辺地域を合併した結果、ファルケンハーゲンとエルプリンクセンに地域教会を持つ改革派教会共同体がリュクデ市に加わった。このファルケンハーゲン＝エルプリンクセン福音主義改革派教会共同体はリッペ州教会(東地区)に属している。ファルケンハーゲンの改革派教会はシトー会の旧ファルケンハーゲン修道院だった歴史を有している。
現在の宗教分布を知る手がかりの一つが、リュクデの学生に対する所属宗教団体の調査である。この調査によれば、2006年/2007年の学期では学生の 48.4 % が福音主義、35.4 % がカトリック、4.3 % がイスラム教に所属した。4.2 % がその他の宗教団体に所属し、無宗教は 7.7 % であった。この調査は全部で 1,212人の学生について行われた。

### 人口推移
以下の表に各時点の市域におけるリュクデ市の人口推移を示す。この間にあった市域の変化は、1922年4月1日に約 0.2 km2 の有人の土地がピルモントに分離され、1970年1月1日に当時の 9つの町村がリュクデ市と合併した。1970年までと1987年の数値は人口調査の結果である。1975年からは州統計局の公的な研究結果であるが、1975年、1980年、1985年の値は推定値、1990年以降の数値は1987年の人口調査結果に基づく推計値である。
各時点でのリュクデ市域の人口
| 時点（年）     | 人口（人） |
| -------------- | ---------- |
| 1818           | 2,023      |
| 1831           | 1,908      |
| 1837           | 2,043      |
| 1843           | 2,069      |
| 1849           | 2,175      |
| 1852           | 2,252      |
| 1858           | 2,230      |
| 1861 (12月3日) | 2,274      |
| 1867 (12月3日) | 2,266      |
| 1871 (12月1日) | 2,340      |
| 1880 (12月1日) | 2,411      |
| 1885 (12月1日) | 2,398      |

| 時点（年）      | 人口（人） |
| --------------- | ---------- |
| 1895 (12月1日)  | 2,598      |
| 1900 (12月1日)  | 2,624      |
| 1905 (12月1日)  | 2,703      |
| 1910 (12月1日)  | 2,805      |
| 1925 (6月16日)  | 2,901      |
| 1933 (6月16日)  | 3,167      |
| 1939 (5月17日)  | 3,194      |
| 1950 (9月13日)  | 4,588      |
| 1961 (6月6日)   | 4,740      |
| 1969 (12月31日) | 5,905      |

現在の市域にあたる範囲の人口
| 時点（年）      | 人口（人） |
| --------------- | ---------- |
| 1969 (12月31日) | 10,815     |
| 1970 (5月27日)  | 10,591     |
| 1974 (6月30日)  | 11,120     |
| 1975 (12月31日) | 11,005     |
| 1980 (12月31日) | 11,023     |
| 1985 (12月31日) | 10,884     |
| 1987 (5月25日)  | 10,691     |
| 1990 (12月31日) | 11,248     |

| 時点（年）      | 人口（人） |
| --------------- | ---------- |
| 1995 (12月31日) | 12,003     |
| 2000 (12月31日) | 11,718     |
| 2005 (12月31日) | 11,094     |
| 2010 (12月31日) | 10,400     |
| 2011 (12月31日) | 10,224     |
| 2012 (12月31日) | 9,990      |

## 行政
リュクデ市は、州議会議員選挙ではリッペ II区に、連邦議会選挙ではヘクスター＝リッペ II区（第137選挙区）に属す。

### 市議会
2014年5月25日の選挙の時点で、リュクデの市議会は 26議席で構成される。これに市長が議長として加わる。

### 市長
2020年9月13日の市長選挙でトルベン・ブローメ (SPD) は 54.43 % の票を獲得してリュクデ市の市長に選出された。

### 紋章、幟、旗
紋章の図柄: 左右二分割。向かって左は銀（白）地で、金（黄）色の蘂を持つ5弁の赤いバラの上部に赤い錨型十字。向かって右は青地で歯が右上（向かって左上）を向いた銀の鍵が描かれている（基本条例 § 2）。
解説: 赤い錨型十字は1668年までリュクデを治めたヴァルデック＝ピルモント伯の紋章、銀の鍵はケルン大司教領の紋章である。赤い5弁のバラはリッペのバラであり、1970年に多くのリッペの町村と合併し、デトモルト郡に編入されたことにより、1971年に追加された。
幟: 長軸と平行に青と赤に分割。中央上部に市の紋章。
旗: 長軸と平行に青と赤に分割。中央旗竿寄りに市の紋章。

### 姉妹都市
- アンガーミュンデ（ドイツ、ブランデンブルク州）

アンガーミュンデとの姉妹都市協定は、1990年7月6日にアンガーミュンデで、1990年8月11日リュクデで、当時の市長ヴォルフ＝フーゴ・ユストとベルント・アーレンスによって締結された。この姉妹都市協定の目的は、相互協力である。さらに、両市の住民交流が奨励され、自治体機関、社会団体、クラブ、商工会などが共同作業を強化している。

## 文化と見所

### 演劇
リュクデには固有の劇場はない。ただしエルプリンクスのマルクトショイネで2003年からエルプリンクサー・ドルフビューネによる演劇作品が上演されている。このアマチュア劇団は1985年から初めはレストランで、後にマルクトショイネで公演を行っている。
これ以外の演劇は、デトモルト州立劇場やテアター・ビーレフェルトで行われる。

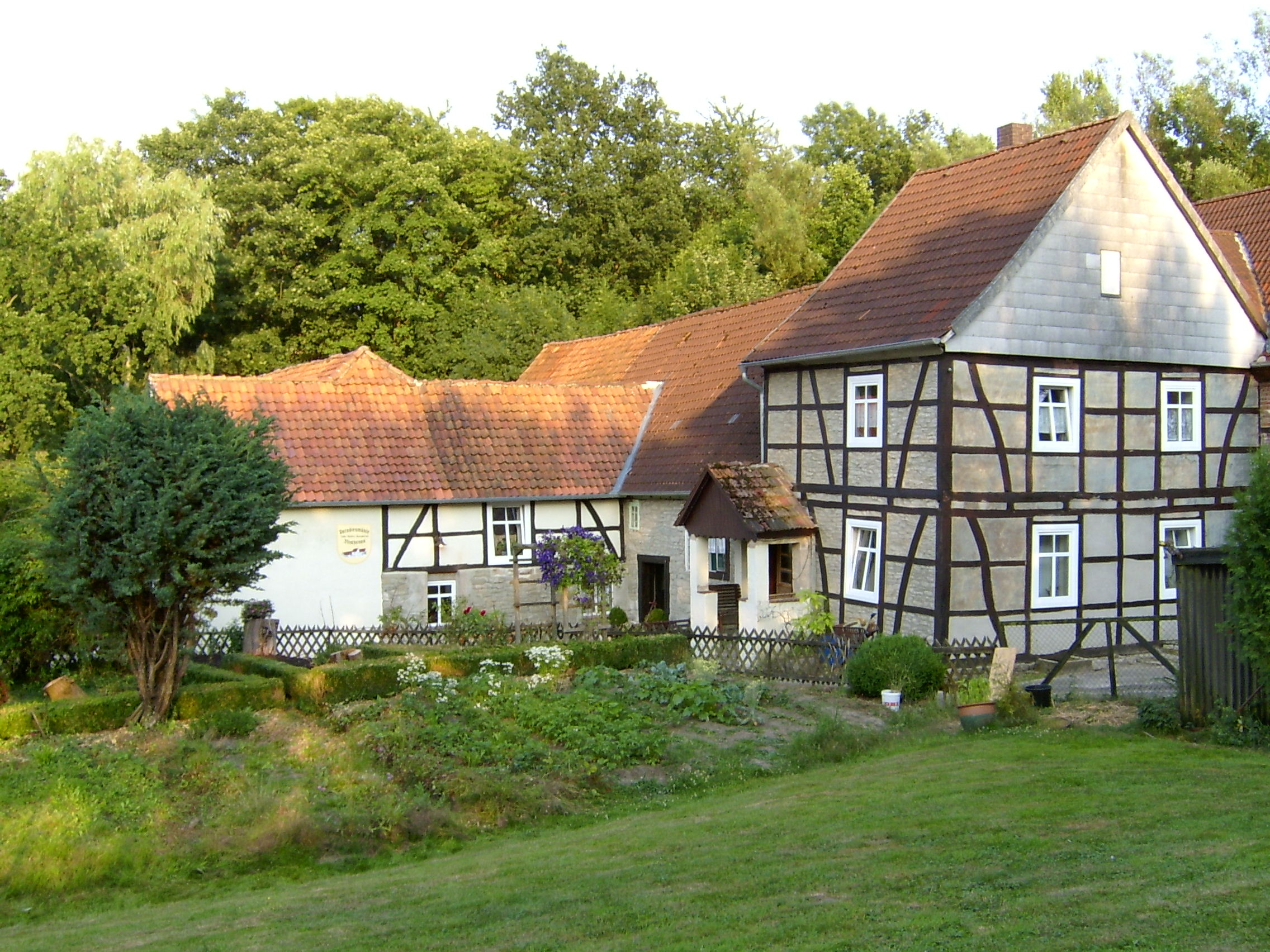
リシェナウのパラディースミューレ

### 博物館
郷土博物館は、1799年に建設された木組み建築に入居しており、見学者をリュクデの歴史に導く。低地ドイツの典型的な農民の館であるこの建物自体の他に、ここにはオスターラートやボビンレース作りあるいはタバコ製造に関する展示がなされている。
もう一つの博物館がリシェナウのパラディースミューレで、古い水車の機構が展示されている。

### 音楽
リュクデには、2つの狩猟ホルンアンサンブル、2つのブラスアンサンブル、2つの音楽隊と、吹奏楽団、ファンファーレ隊、リコーダーグループがそれぞれ 1つ、ハーモニカクラブが 1つある。3つのキリスト教会が 1つの教会合唱団を運営している。これに加えて 3つの女声合唱団、4つの男声歌唱クラブ、2つの混声合唱団と児童合唱団が 1つある。
さらにグロースゲマインデ・リュクデ音楽学校がある。

### 建造物
リュクデ市内には、かつての防衛施設の遺構が2つある。リュクデの西には、ヘルリングスブルクの麓にあるボムホーフと呼ばれる環状土塁跡がある。その機能や来歴についての詳細は分かっていない。リュクデの東は、おそらく 11世紀または 12世紀に建設された小さな貴族の城塞であったシルトベルク城のわずかな遺構がある。城址の他の場所は採石によって破壊された。

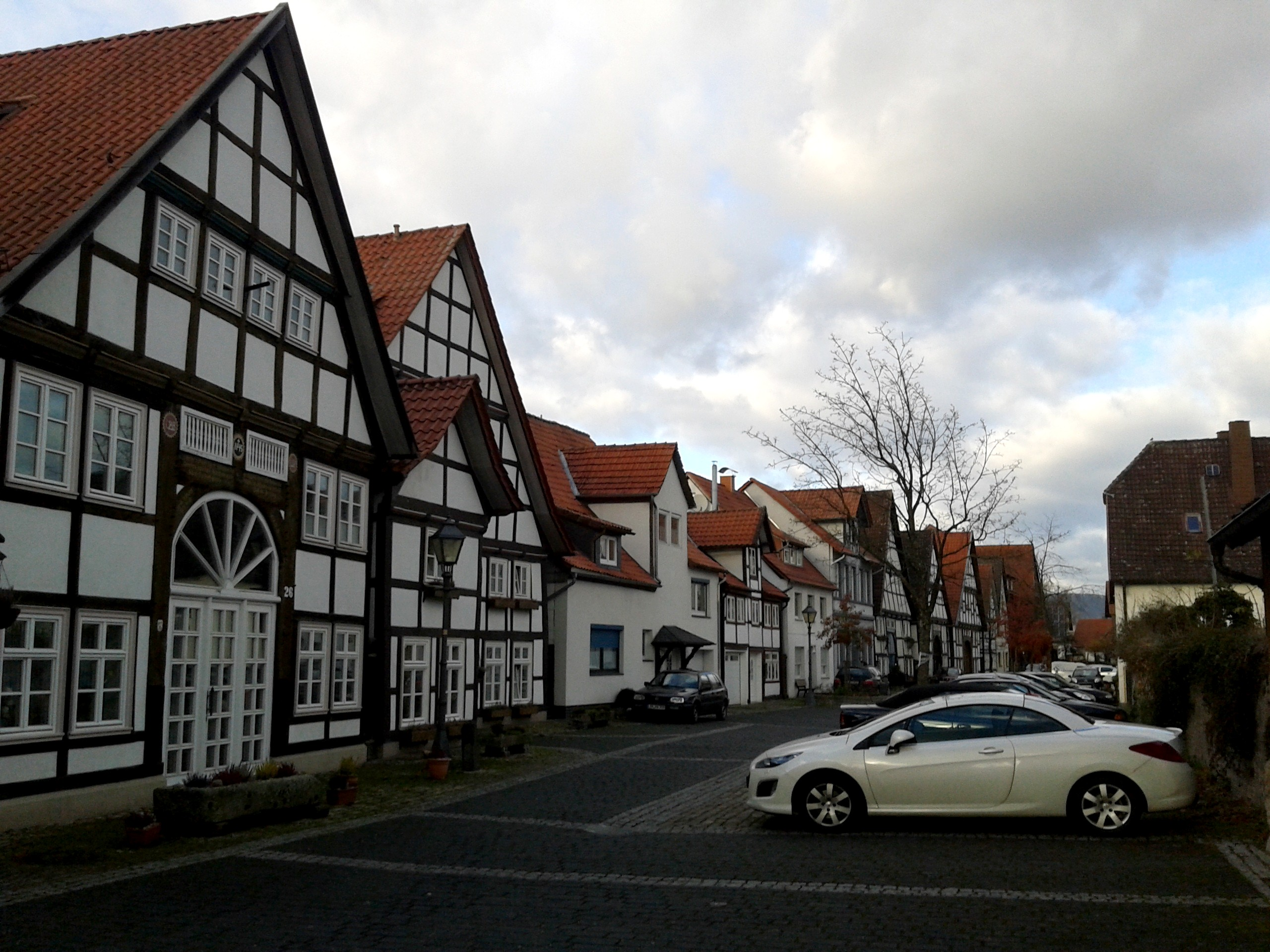
リュクデ中核市区ヒンテーレ通りの街並み

現在の旧市街の施設は 12世紀中頃に設けられた。道路の配置、壁に囲まれた中核市区、防衛塔はこの時代から保存されている。市壁内の建物は、1797年の火災後に建設された。建物は主に木組み建築で構成されている。リュクデ旧市街は、これによりノルトライン＝ヴェストファーレン州で最も良好に保存されている歴史的中核市街を有している街の一つである。

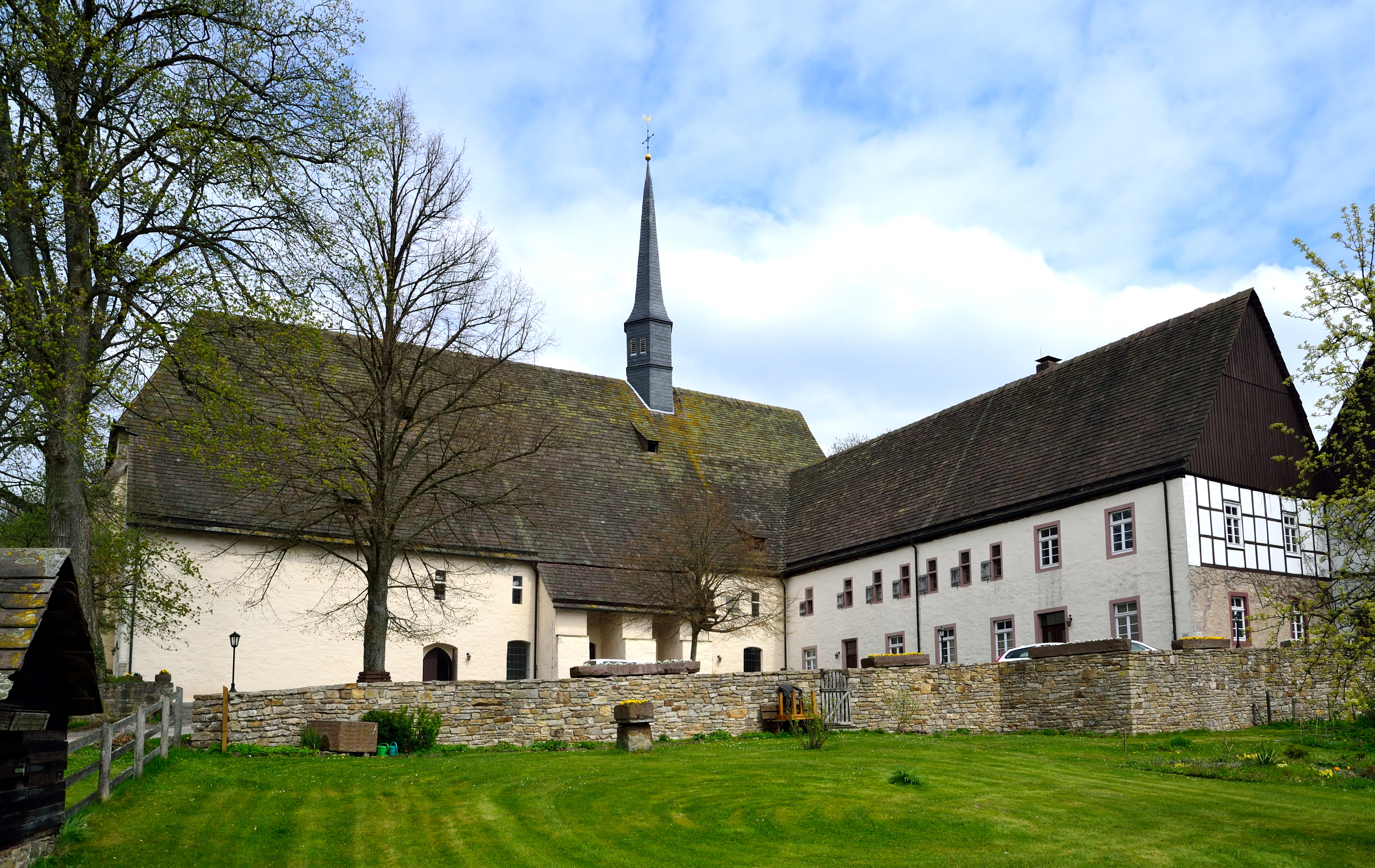
旧ファルケンハーゲン修道院

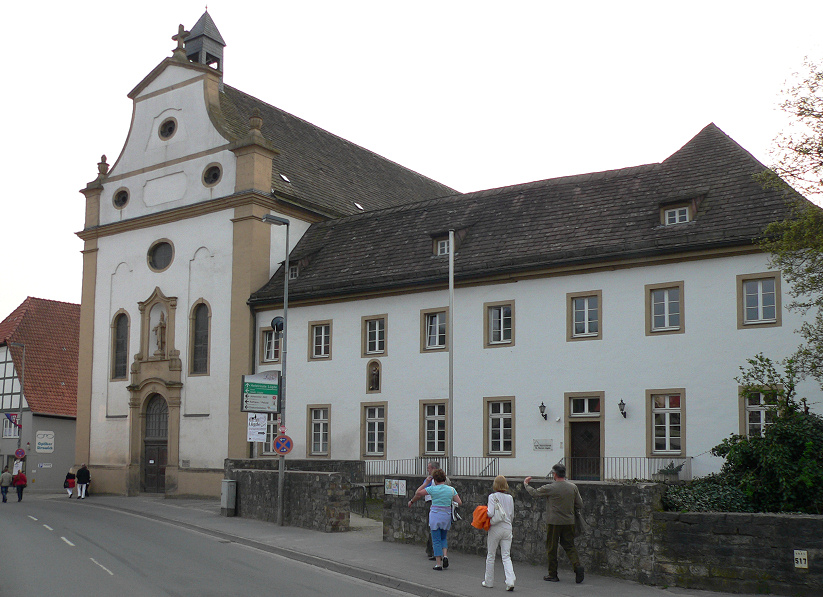
旧フランシスコ会修道院

聖キリアン教会は、市南部にあるロマネスク様式の十字型ヴォールトをもつ教会である。この十字型ヴォールトはリッポルツベルクの修道院教会にならって建造された。見所は柱頭で、この形式のものはヴェストファーレンにはわずかしか遺されていない。この教会は、ここに埋葬された最後の主ヴァーレンベルク家の人物であるピルモント伯モーリッツの廟所として用いられていた。
1797年に本市の古い教区教会が消失した後、19世紀末に新しく聖マリエン教会が建設された。164,283マルクの建造費のうち、2/3を市が、1/3を教区組織が供出した。教会塔は古い教会の石材を転用して建設された。本堂内には、十字架の祭壇と呼ばれる1520年に創られた十字架の磔刑の群像を有する装飾祭壇がある。この群像は元々キリアン教会にあったものである。1877年に制作された十字架の道行きのプレートは、消失した先代の建物の資材で創られている。
エルプリンクセンの福音主義教会は12世紀に建設された。このロマネスク教会は、同時に防衛塔としても建造された。1620年頃と1969年に教会と塔は修復された。この教会内には1562年から1699年までホルンにあった講壇が設置されている。教会前には、幹周り 12 m の千年ボダイジュがある。
シトー会のファルケンハーゲン修道院は、1247年にブルーフハーゲン修道院がこの地に移転して創設された。1604年に閉鎖されるまでに、この修道院はあわせて4つの修道会に属した。修道院の一部は、三十年戦争で破壊された。現在は、回廊を持つ旧修道院教会、参事会ホール、食堂、修道僧の寄宿舎が保存されている。この寄宿舎は1509年に建設された、リッペで最も古い木組み建築である。
1734年にリュクデにフランシスコ修道会が組織され、1749年に修道院が建設された。1752年に修道院の建物が完成し、次いで教会の建設が始まった。この修道院は1812年にジェローム・ボナパルトによって閉鎖された。カトリックの教区組織が1859年にこの建物を獲得した。この建物はその後、聖マリエン教会の司祭館および青年館として利用された。現在は幼稚園およびシニア会議場として使われている。時には文化イベントの会場にも利用される。

### 公園
市内には 2つの公園があり、ともに一般に公開されている。ファルケンハーゲン修道院の庭園は約 2 ha の広さがある。この歴史的な公園は、修道院として利用されていた状態を現在もとどめている。リュクデ土塁跡は遊歩道であり、旧市街をほぼ完全に取り囲んでいる。この公園には、中世の市壁の一部や2つの防衛塔が含まれる。さらに、2011年からはリュクデ旧市街の門の前にエンマーアウエンパルクが設けられた。この公園はバイパス道路建設時に造られた。この公園は、散策、レクリエーション、スポーツの試合やイベントに用いられている。

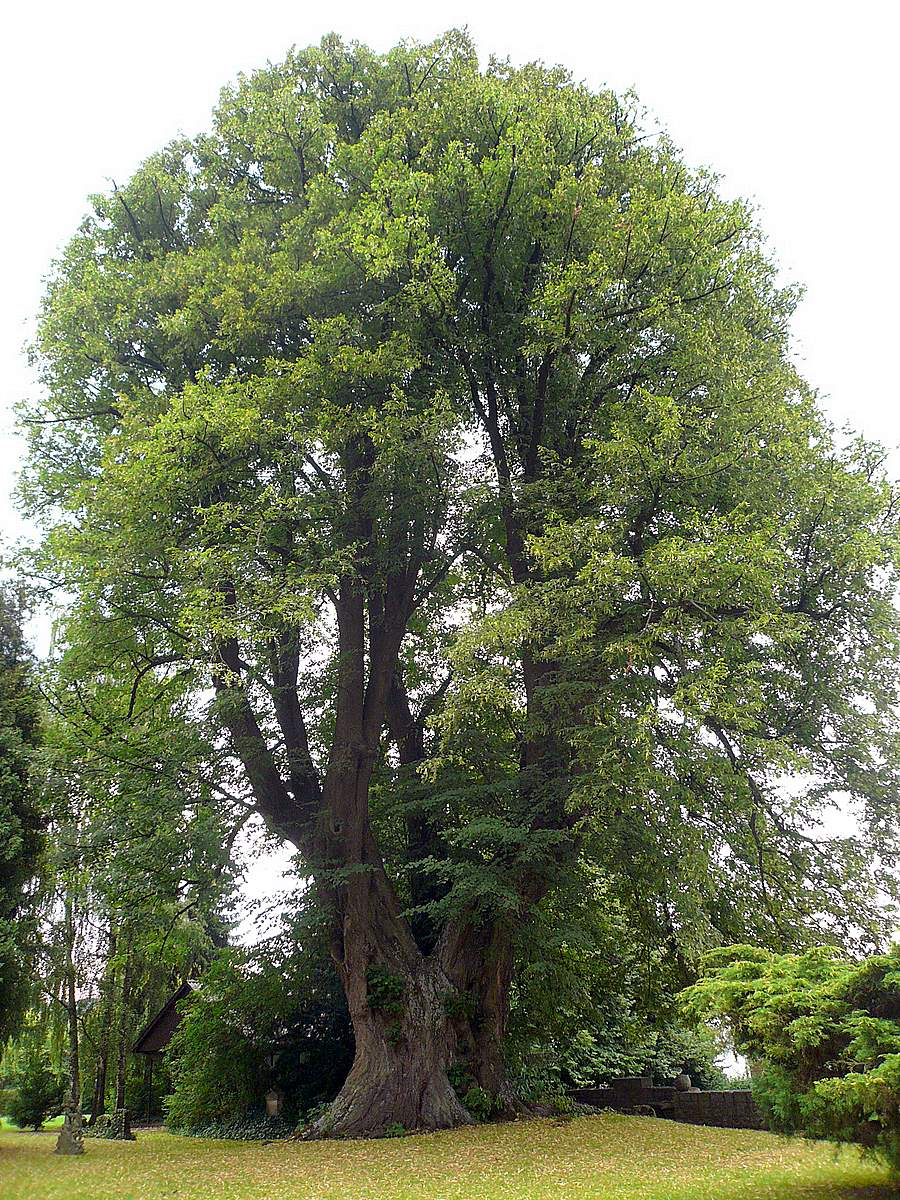
ヴィッテキント＝リンデ

### 自然文化財
エルプリンクセンの福音主義改革派教会の庭に「千年ボダイジュ」（ナツボダイジュ）がある。この木は「ヴィッテキント＝リンデ」（ヴィッテキントのボダイジュ）とも呼ばれる。この木は、幹周り 12 m、樹冠の直径は 30 m、高さは 30 m である。この木は、リッペで最大の樹木の一つであり、ドイツで最も古いボダイジュのひとつにも数えられる。
リュクデには、その全域が市内に含まれているものだけで 5つの自然保護地区がある。ギンツェンベルク（約 19.4 ha）、シルトベルク（約 122.8 ha）、ビールベルク（約 31.6 ha）、イルゼンバッハ（約 43.2 ha）と、エンマータール（同名の自然保護地区が 2つあるが、その一つが本市に完全に含まれている、約 393 ha）である。
リュクデにはさらに、一部が市域にかかる自然保護地区が 3つある。シュヴァーレンベルクの森（約 2,924.6 ha）、ブロムベルクの森（約 1,168 ha）、もう一つのエンマータール（約 82 ha）である。

### スポーツ
リュクデには、他種目のスポーツクラブが 9つある。その他に、3つのテニスクラブ、1つの障害者スポーツグループ、ドイツ人命救助協会支部、体操グループ、柔道クラブ、モータースポーツクラブ、乗馬・騎馬クラブ、ダンスサークル、トルコ系住民のサッカークラブ、およびバート・ピルモントと共同の航空スポーツ組織がある。

### 名物料理、食材
リュクデおよび全リッペ地方での名物料理は、リッピシァー・ピッケルト（ジャガイモで作る焼き菓子）、リッパー・シュッツェ（ビャクシンで香りづけした蒸留酒）といった典型的なリッペ料理やヴェストファーレン全土で食されているグリュンコール・ミット・ピンケル（ケールとピンケル）がある。グリュンコールは、この地方ではしばしば「リッピシェ・パルム」とも呼ばれる。

### オスターレーダーラウフ
リュクデは、自らをオスターレーダーの街と称している。これは、古くから行われ、現在も続けられている風習に由来している。その風習とは、復活祭に、水を含んだオークの輪に藁を詰めて火を点け、付近の山から転がして落とすというものである。言い伝えによれば、784年にカール大帝によってこの行事が行われ、クリスマスが近づいたことを祝ったと言われている。オスターレーダーラウフは、おそらく非キリスト教的なゲルマンの太陽崇拝に基づいており、カール大帝以前から既に風習になっていたと考えられている。これまでに何度もこの風習を禁止する試みがなされてきた。1743年のヴィカール・フォン・ヴィーデンブリュックによる禁止も、1781年のパーダーボルン司教領主ヴィルヘルム・アントンによる禁止も失敗した。19世紀末に鉄道ハノーファー - アルテンベーケン線の軌道が建設されて以後は、オスターベルクから6つの輪が転がされるだけとなり、その向かいに位置するキルヒベルクから転がされることはなくなった。
現在は、伝統文化保護を目的とする「デーヒェンフェライン・リュクデ」が毎年のオスターレーダーラウフを主催している。直径約 1.7 m、重さ約 270 kg のオーク製の輪が毎年6つずつオスターベルクから転がり落とされる。毎年新しい輪が造られ、奉納の辞が彫り込まれる。まず、行事の何日も前から輪はエンマー川に浸される。輪は当日にオスターベルクに運ばれてそれぞれ約 120 kg の藁が詰め込まれるのである。
- 会場となるオスターベルクからリュクデの街を望む
- 奉納の辞が彫り込まれた木製の輪に藁を詰める
- 藁に火がつけられ、オスターベルクの斜面を転がり落とされる

## 経済と社会資本
リュクデは、ブロムベルク、ホルン＝バート・マインベルク、リュクデ、シーダー＝シュヴァーレンベルク、シュランゲンの連合体であるリッペ南部統一地方開発コンセプトに属している。

### 交通
州道 L614号線と L946号線が、リュクデとブロムベルクおよびバルントルプとを結んでいる。州道 L429号線経由でバート・ピルモントに至る。

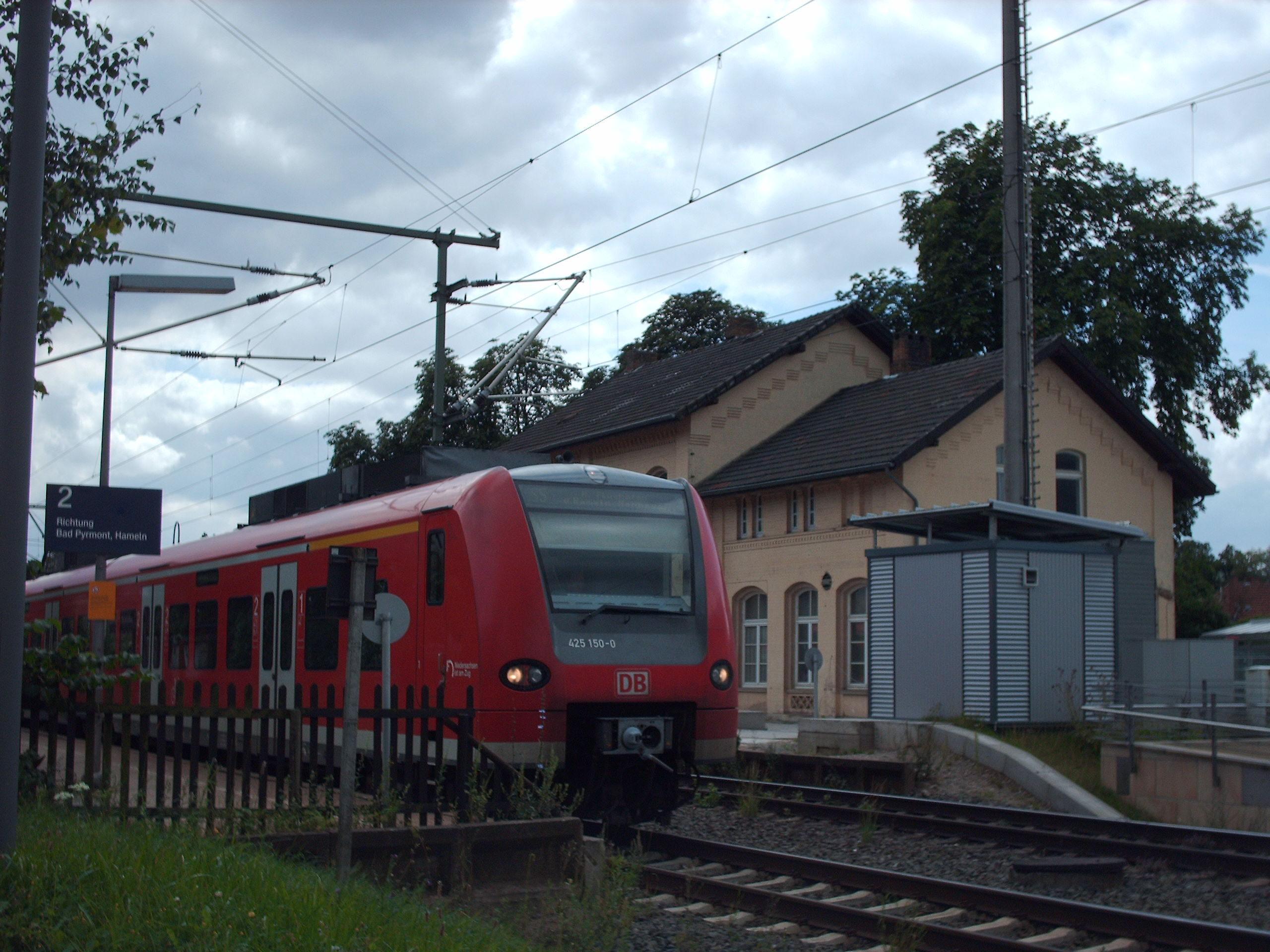
リュクデ駅

リュクデ駅はハノーファー - アルテンベーケン線の駅である。平日は1時間ごと、日曜や祝日は2時間ごとにハノーファーSバーン5号線パーダーボルン - ハーメルン - ハノーファー中央駅 - ハノーファー空港の列車が発着する。
周辺の街や地区へは地方バスで行くことができる。バート・ピルモント、シーダー＝シュヴァーレンベルク、ブロムベルク、レムゴー（レムゴーでビーレフェルト方面への鉄道に接続できる）行きの定期路線がある。夏季の週末には、デトモルト、特にエクステルンシュタイネ、ヘルマン記念碑、ベルレベック鷲園への観光路線が運行する。
本市の市域は「デア・ゼクサー」運賃連合（OWL交通GmbH）に属している。ノルトライン＝ヴェストファーレン方面については、NRW運賃が適用される。
本市から約 8 kmにグライダー、ウルトラライトプレーン、モーターグライダー、2,000 kg までのスポーツ用飛行機のためのハーメルン＝ピルモント飛行場がある。

### メディア
唯一の日刊紙がリッピシェ・ランデス・ツァイトゥングである。リッピシェ・ルンドシャウは2003年末に廃刊された。さらに隣のハーメルン＝ピルモント郡でのダイスター・ウント・ヴェーザーツァイトゥングのローカル版「ピルモンター・ナハリヒテン」にもリュクデに関するニュースが掲載される。
リュクデは西部ドイツ放送のビーレフェルト地方スタジオおよびローカルラジオ局ラジオ・リッペの放送ービスエリアに属している。

### 公共機関
リュクデの自衛消防団は、6つの消火グループと2つ消火隊で構成されている。さらに青年消防団の育成に努めている。
市の水道局は、3,098戸を結ぶ全長 124 km の水道管を管理している。また、14基の高架水槽に 4,090 m3 の水が蓄えられている。年間の水消費量は、約 552,000 m3 である。
市はエルプリンクセンとリシュエナウに汚水処理場を有している。ニーゼの旧処理場は、リシェナウの処理場に排水を送るポンプステーションに改築された。中核市区の排水は、バート・ピルモントとの共同汚水処理場で処理される。
リュクデの旧フランシスコ会修道院の1階では、カトリックの教区組織による図書館が運営されている。

### 教育
市内には、リュクデの聖マリエン教会基礎課程学校の他に、エルプリンクセンとリシェナウにそれぞれ1校ずつの基礎課程学校、本課程学校と1990年代に開校した実科学校を含む聖ギガス学校センターがある。
2013年、本市の学校には 60人の教師と、合わせて 848人の児童・生徒がいた。
成人教育は、リッペ東市民大学が担っている。この市民大学はシーダー＝シュヴァーレンベルクに本部を置き、リュクデも加盟している目的連合が運営している。
幼児教育には、5園の幼稚園がある。3園は市が、1園は労働福祉事業団が、1園はカトリック教会組織が運営している。

### 地元企業
リュクデは中小企業による多彩な経済構造を特徴としており、大企業は立地していない。重要な経済分野は加工業で、リュクデの社会保険支払い義務のある労働者の 29.4 % がこの業種に従事している。これは、リッペ郡の平均よりも約 5 % 低い数値である。郡平均との比較で比重が高いのは、25.5 % が従事する商業（郡平均は 13.6 %）と、15.5 % の建設業（郡平均は 5.5 %）である。
特筆すべき企業は、シュヴェーリング＆ハッセ電線 GmbH で、年間約5万トンを生産する重要な被覆銅線メーカーである。

## 人物

### ゆかりの人物
- フリードリヒ・シュペー（ドイツ語版、英語版）（1591年 - 1635年）法律家、詩人。『犯罪に対する警告』はファルケンハーゲン修道院で著作された。

## 引用
1. ↑  Bevölkerung der Gemeinden Nordrhein-Westfalens am 31. Dezember 2023 – Fortschreibung des Bevölkerungsstandes auf Basis des Zensus vom 9. Mai 2011
2. ↑  Max Mangold, ed (2005). Duden, Aussprachewörterbuch (6 ed.). Dudenverl. p. 521. ISBN 978-3-411-04066-7
3. ↑  Lügde（2014年12月23日 閲覧）
4. ↑  Geowissenschaftliche Gemeindebeschreibungen NRW: Lügde（2014年12月25日 閲覧）
5. ↑  Erdwärme nutzen: Geothermiestudie liefert Planungsgrundlage Archived 2005年9月14日, at the Wayback Machine.（2014年12月25日 閲覧）
6. 1 2  ノルトライン＝ヴェストファーレン州データ管理・統計局: Kommunalprofil Lügde
7. 1 2 3  Stadt Lügde Hauptsatzung（2014年12月25日 閲覧）
8. ↑  Statistische Informationen über Lügde
9. ↑  Deutscher Wetterdienst（2014年12月14日 閲覧）
10. ↑  Gerhard Köbler (1993): Althochdeutsches Wörterbuch. p. 320. Jörg Riecke (1996): Die schwachen „jan“-Verben des Althochdeutschen: ein Gliederungsversuch. pp. 577-.
11. ↑  Roland Linde: Höfe und Familien in Westfalen und Lippe, Der Amtsmeierhof Asemissen und das Amt Barkhausen. Eine Hof- und Familiengeschichte aus dem lippisch-ravensbergischen Grenzgebiet. Books on Demand, 2002, ISBN 3831136661, ISBN 9783831136667, pp. 17 - （2014年12月27日 閲覧）
12. 1 2  Erich Knittel: Heimatchronik des Kreises Lippe. pp. 84-89. Archiv für deutsche Heimatpflege GmbH, Köln 1978.
13. ↑  Josef Friese: 784–1884 Lügde im Blickfeld. In Heimatland Lippe vom August 1984, pp. 260 -.
14. 1 2 3 4 5 6 7 8 9  Aus der Lügder Geschichte（2014年12月27日 閲覧）
15. ↑  Christian Kuhnke: Lippe Lexikon, Stichwort: Lügde. Boken Verlag, Detmold 2000, ISBN 3-935454-00-7
16. ↑  Heinz Meyer: Damals – Der Zweite Weltkrieg zwischen Teutoburger Wald Weser und Leine. Verlag K.W. Schütz KG, Preußisch Oldendorf 1980, ISBN 3-87725-094-7, pp. 181 - .
17. ↑  Erich Knittel: Heimatchronik des Kreises Lippe. Archiv für deutsche Heimatpflege GmbH, Köln 1978, pp. 346–348.
18. 1 2  Willy Gerking: Karl der Große in Lügde. In Heimatland Lippe Mai/Juni 2009, p. 152.
19. ↑  Westfälisches Amt für Landschafts- und Baukultur: Lügde Historischer Stadtkern Stadtbildentwicklungsplan（2014年12月28日 閲覧）
20. ↑  Martin Bünermann: Die Gemeinden des ersten Neugliederungsprogramms in Nordrhein-Westfalen. Deutscher Gemeindeverlag, Köln 1970, p. 106.
21. ↑  Stephanie Reekers: Die Gebietsentwicklung der Kreise und Gemeinden Westfalens 1817–1967. Aschendorff, Münster Westfalen 1977, ISBN 3-402-05875-8, p. 260.
22. ↑  Landesamt für Datenverarbeitung und Statistik: Schüler an allgemein bildenden Schulen in NRW nach der Religionszugehörigkeit
23. ↑  ノルトライン＝ヴェストファーレン州選挙管理委員会: 2014年5月25日の市議会議員選挙結果（2014年12月29日 閲覧）
24. ↑  “Bürgermeisterwahl Stadt Lügde 13.09.2020”. 2022年10月29日閲覧。
25. ↑  Elbrinxer Marktscheune（2014年12月29日 閲覧）
26. ↑  Heimat- und Museumsverein Lügde e.V. 1977（2014年12月29日 閲覧）
27. ↑  Friedrich Hohenschwert: "Ur- und Frühgeschichtliche Befestigungen in Lippe". Lippische Studien, Bd. 4, Landesverband Lippe (Hrsg.). Münster 1978. ISBN 3-921428-21-1, pp. 162-165.
28. ↑  EBIDAT - Burgendatenbank des Europäischen Burgeninstitutes: Schildberg（2014年12月29日 閲覧）
29. ↑  LWL Geodaten Kultur: Kloster Falkenhagen, Lügde（2015年1月2日 閲覧）
30. ↑  LWL Geodaten Kultur: Wallanlage Lügde（2015年1月2日 閲覧）
31. ↑  Emmerauen Park Lügde（2015年1月2日 閲覧）
32. ↑  Osterräderlauf in Lügde
33. ↑  Lauf der Osterräderlauf in Lügde（2015年1月2日 閲覧）
34. ↑  Integrierte ländliche Entwicklungskonzepte Archived 2014年11月2日, at the Wayback Machine.（2014年12月9日 閲覧）
35. ↑  S-Bahn Hannover（2015年1月2日 閲覧）
36. ↑  Lippische Landes-Zeitung（2015年1月2日 閲覧）
37. ↑  Schwering & Hasse Elektrodraht（2015年1月4日 閲覧）